# Yofraimir Pacheco
Yofraimir Pacheco (Puerto Cabello, Venezuela; 22 de enero de 1998). Es una futbolista profesional venezolana. Se desempeña en el terreno de juego como volante y su último equipo fue el Caracas FC de la Superliga femenina de fútbol de Venezuela; en la actualidad se encuentra en estado de Agente libre.

## Clubes
| Club                    | País      | Año         |
| ----------------------- | --------- | ----------- |
| Academia Puerto Cabello | Venezuela | 2014 - 2015 |
| Caracas FC              | Venezuela | 2015 - 2016 |
| Carabobo FC             | Venezuela | 2016 - 2017 |

## Competiciones
| Competición                               | PJ | Goles |
| ----------------------------------------- | -- | ----- |
| Superliga femenina de fútbol de Venezuela | 37 | 26    |
| Copa Libertadores de América Femenina     | 0  | 0     |
| Selección Nacional                        | 0  | 0     |
| Total de Carrera                          | 37 | 26    |